# Lecidea subinsequens
Lecidea subinsequens är en lavart som beskrevs av William Nylander. 
Lecidea subinsequens ingår i släktet Lecidea och familjen Lecideaceae. Arten har ej påträffats i Sverige.